# Poortgebouw Herkenrode
Het Poortgebouw Herkenrode is samen met de portierswoning een bepalend gebouw van de voormalige Abdij van Herkenrode in de Belgische provincie Limburg.

## Toelichting
Dit gebouw van 1531 gebouwd ten tijde van abdis Mechtildis de Lechy met wapenschild op de achtergevel, is het eindpunt van een lange dreef afgeboord met een dubbele rij bomen. De aanleg van de autoweg E 313 in 1960 doorsnijdt deze dreef en onderbreekt de beweging om naar het gebouw toe gaan.
 
Het is een laat-gotisch gebouw van drie traveeën en twee bouwlagen onder twee elkaar kruisende met leien beklede zadeldaken met een torenspits met peervormige bekroning op de kruising. Het gebouw is uitgevoerd in baksteen met gebruik van kalksteen voor de omlijstingen der muuropeningen en mergelsteen voor de lijsten en hoekstenen. Het geheel wordt versterkt met gesmeed ijzeren, S-vormige muurankers. Verder heeft het gebouw een bakstenen sokkel voorzien van een kalkstenen afschuining. De water- en kroonlijsten zijn in mergelsteen.
Het gebouw onderging verschillende restauratiegolven: in 1907 door architect M. Rypens, in 1973 en ten slotte werd de restauratie afgerond in 2007.

## Huidige functie
Het gebouw was vroeger al een knooppunt in de abdijsite en heeft nu (2015) als functies: tentoonstellingsruimte en conferentie- en seminarieruimte De portierswoning biedt sinds midden 2009 een onderkomen aan de administratieve diensten.

## Bibliografie

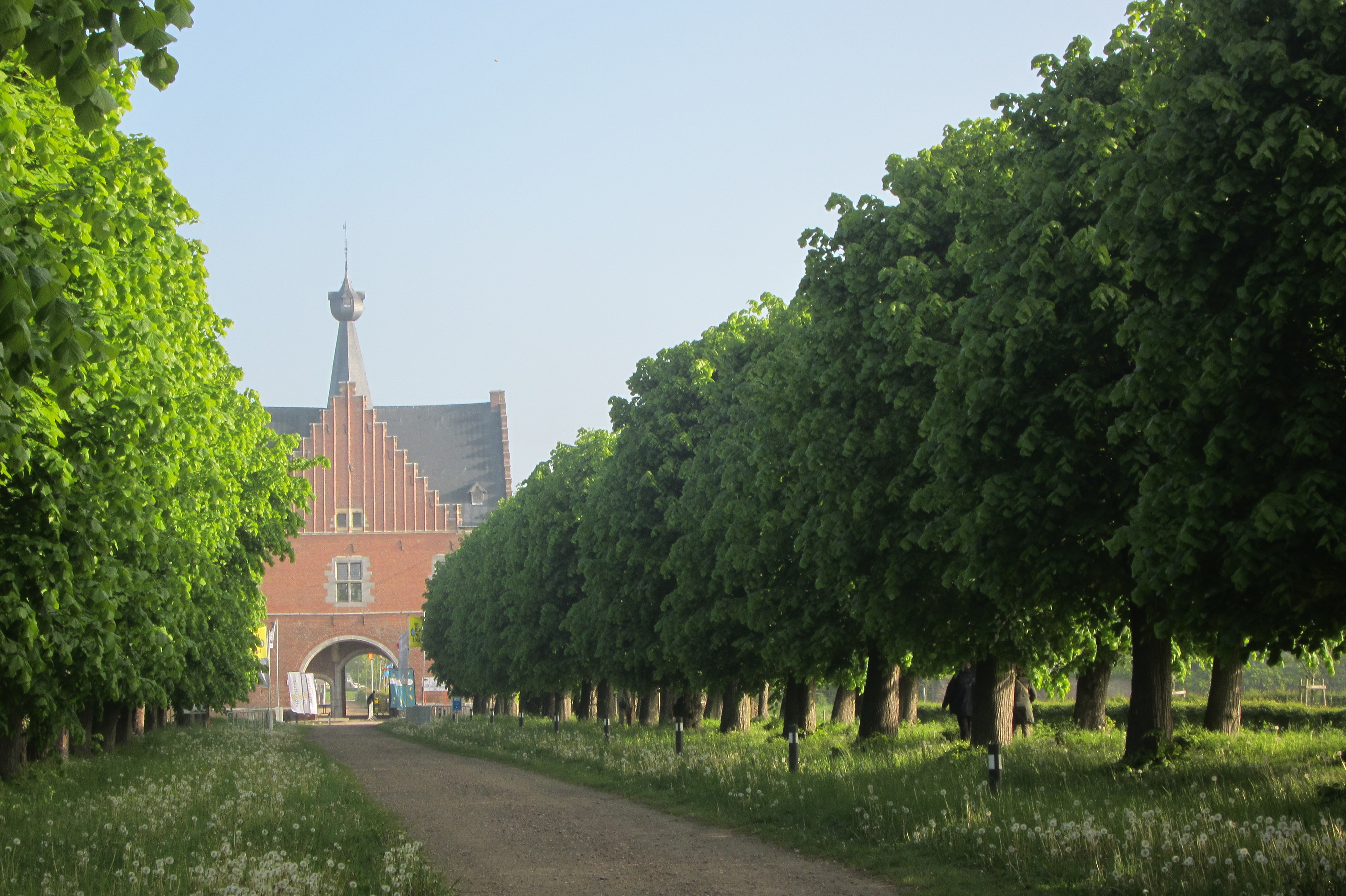
Poortgebouw met dreef
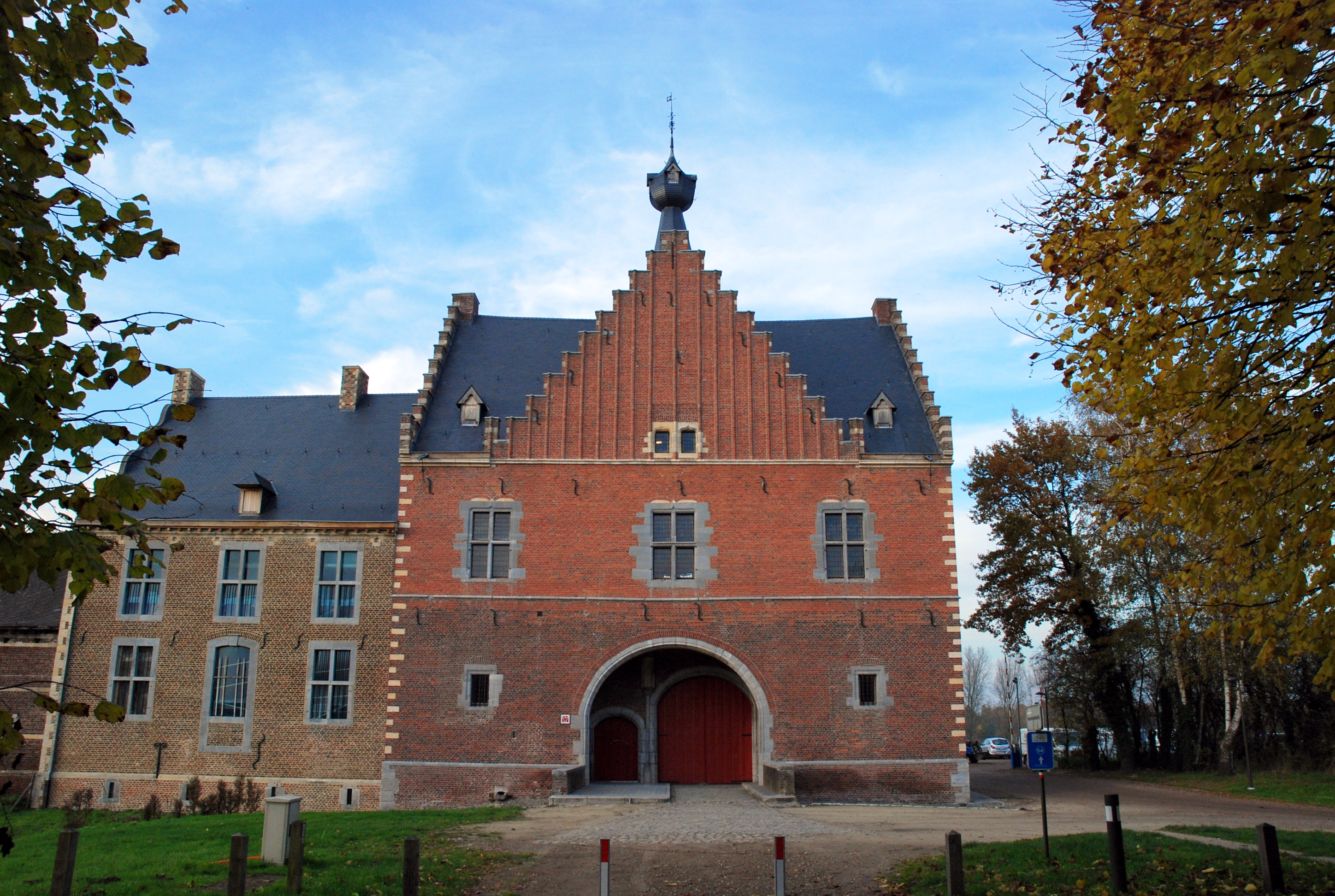
Het poortgebouw met links ervan de portierswoning
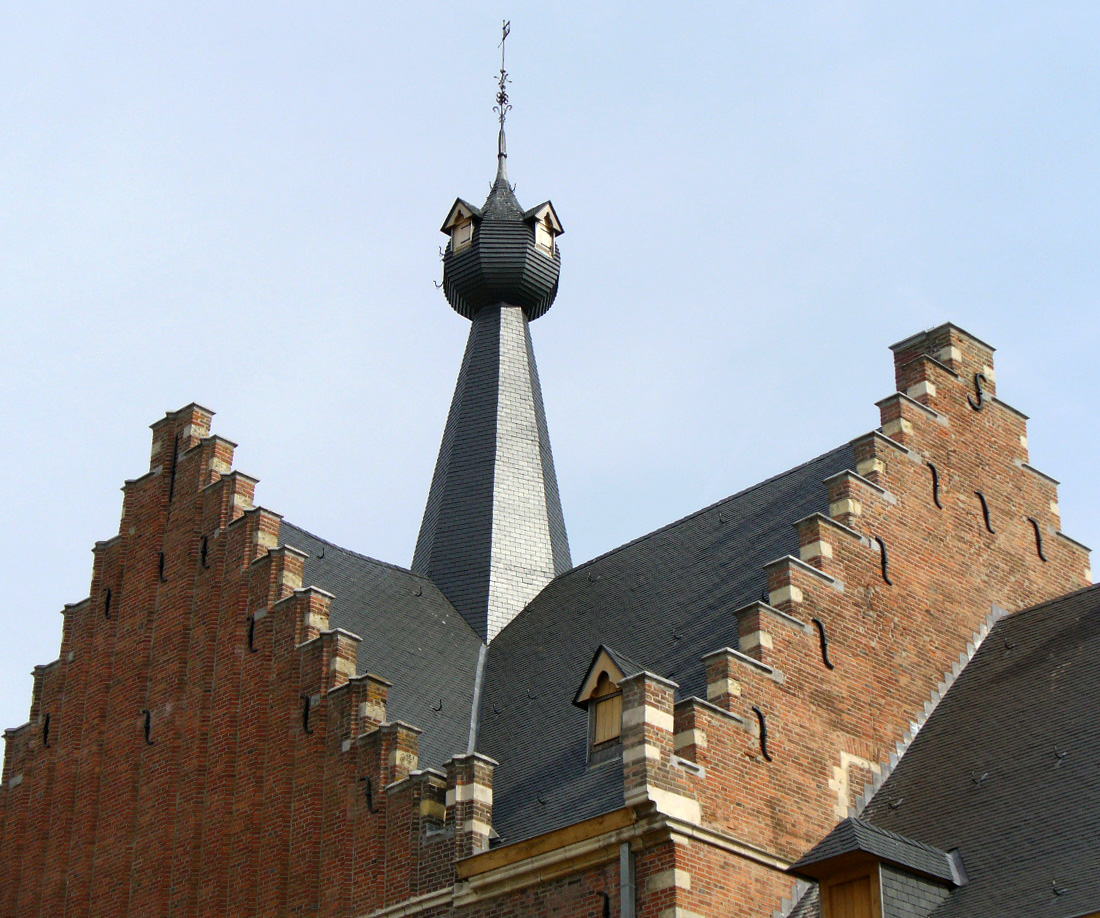
Poortgebouw uit 1531 met uivormige toren